# American Eagle-vlucht 4184
American Eagle-vlucht 4184 was een lijnvlucht van American Eagle van Indianapolis International Airport naar O'Hare International Airport bij Chicago. Een vliegtuigongeval gebeurde met de vlucht van 31 oktober 1994. Het toestel, een ATR 72, met 68 inzittenden (4 bemanningsleden en 64 passagiers) stortte na ijsvorming neer in Newton County in de Amerikaanse staat Indiana, dicht bij het plaatsje Roselawn. Er waren geen overlevenden.